# Bát bách
Bát bách (tiếng Trung: 八佰; nghĩa đen 'Tám trăm', tiếng Anh: The Eight Hundred) là một bộ phim chính kịch chiến tranh lịch sử Trung Quốc năm 2020 do Quản Hổ đạo diễn và đồng biên kịch, Hoa Nghị huynh đệ sản xuất. Tác phẩm có sự tham gia của các diễn viên gồm Hoàng Chí Trung, Âu Hào, Khương Vũ, Trương Dịch, Vương Thiên Nguyên, Đỗ Thuần, Ngụy Thần, Lý Thần, Du Hạo Minh, Đường Nghệ Hân và Trịnh Khải. Bộ phim dựa trên Cuộc phòng thủ kho Tứ Hàng (Tứ Hàng thương khố) ở Thượng Hải năm 1937 của quân đội Quốc dân đảng, một phần của Trận Thượng Hải trong Chiến tranh Trung-Nhật lần thứ hai.
Ban đầu, Bát bách được dự kiến phát hành vào tháng 7 năm 2019, nhưng rồi phải dời buổi ra mắt và phát hành trên toàn quốc tới tận ngày 21 tháng 8 năm 2020. Bộ phim thành công cả về mặt nghệ thuật lẫn mặt thương mại, thu về 469 triệu đô la trên toàn thế giới, trở thành phim có doanh thu cao nhất trong năm 2020.

## Nội dung

### Bối cảnh
Trong những ngày đầu của Chiến tranh Trung-Nhật lần thứ hai, một phần của Chiến tranh thế giới thứ hai, Quân đội Đế quốc Nhật Bản đã xâm lược Thượng Hải trong trận chiến được gọi là Trận Thượng Hải (hay Tùng Hỗ đại chiến). Sau khi cầm chân quân Nhật trong hơn 3 tháng và bị tổn thất nặng nề, quân đội Trung Quốc buộc phải rút lui do nguy cơ bị bao vây.
Để yểm trợ cho đại quân rút lui, Sư đoàn 88 được lệnh chốt ở Tứ Hàng, một kho hàng ở Áp Bắc giáp ranh với tô giới của các quốc gia phương Tây. Tuy nhiên trên thực tế, lực lượng của Sư đoàn 88 tham gia cố thủ tại Tứ Hàng chỉ là Tiểu đoàn 1 của Trung đoàn 524. Trung đoàn 524 thuộc Sư đoàn 88 là một đơn vị được trang bị đầy đủ của Quân đội Cách mạng Quốc gia do Trung tá Tạ Tấn Nguyên làm Trung đoàn trưởng. Biên chế chính thức của Tiểu đoàn 1 là 800 binh sĩ, nhưng đến thời điểm trận phòng thủ tại Tứ Hàng diễn ra thì chỉ còn hơn 400 người. Tạ Tấn Nguyên không muốn quân Nhật biết được lực lượng thực tế nên đã báo quân số 800 cho một phóng viên để công bố với bên ngoài. Đây cũng là lý do cho cách gọi "Bát bách tráng sĩ" ở Trung Quốc ngày nay và tên của bộ phim.
Theo lệnh của Tổng thống lĩnh Trung Hoa Dân Quốc Tưởng Giới Thạch, Tạ Tấn Nguyên đã suất lĩnh 452 sĩ quan và binh sĩ trẻ tuổi tử thủ bảo vệ Kho Tứ Hàng chống lại Sư đoàn 3 Lục quân Đế quốc Nhật Bản bao gồm khoảng 20.000 quân trong cuộc tự sát anh dũng cuối cùng chống lại Nhật Bản. Quyết định này được đưa ra nhằm động viên tinh thần cho người dân Trung Quốc sau những tổn thất của Bắc Kinh và Thượng Hải, đồng thời giúp thúc đẩy sự ủng hộ từ Đồng minh, những người có tầm nhìn đầy đủ về trận chiến từ Dàn xếp Quốc tế ở Thượng Hải ngay bên kia con lạch Tô Châu.

### Kịch bản
Bộ phim bắt đầu khi lực lượng bảo vệ hòa bình Hồ Bắc tiến vào nội thành Thượng Hải để chi viện cho đại chiến Tùng Hỗ, và kết thúc với việc toàn bộ Trung đoàn 524 của Quốc dân Cách mệnh Quân rút lui vào Tô giới. Bát bách đã dùng "ngày" làm đơn vị chia cắt câu chuyện và dòng thời gian của bộ phim để kể về các sự kiện và trận chiến trong 4 ngày liên tiếp từ 27 tháng 10 đến ngày 1 tháng 11 năm 1937. Vị trí của Kho Tứ Hàng được miêu tả kỹ càng trong bộ phim: mặt hướng về mảnh phế tích của Thượng Hải đã thất thủ, sau lưng là khu vực Tô giới Quốc tế Thượng Hải bên bờ nam của sông Tô Châu. Lấy sông Tô Châu làm ranh giới, quân đội tại đây đã lâm vào cục diện không đường thối lui.
Dưới góc nhìn của những sĩ quan Trung đoàn 524 cùng với những binh lính đào ngũ được tập hợp trên khắp các đường phố Thượng Hải, bộ phim mô tả lại những gì đã diễn ra trong nhà kho Tứ Hàng và cuộc tấn công của người Nhật. Lại dưới góc nhìn của những người dân Trung Quốc bên kia sông Tô Châu, các nhà báo nước ngoài và binh sĩ Anh để vẽ lại bức tranh tổng thể của chiến trường dưới góc nhìn thứ ba, dùng quan điểm của những người có nghề nghiệp, giới tính và quốc tịch khác nhau để mô tả lại cuộc tập kích ban đêm của quân đội Nhật Bản vào nhà kho Tứ Hàng.

### Thuật ngữ
Trong phim đã sử dụng một số từ chuyên dụng trong quân sự và chính trị phù hợp với bối cảnh bộ phim
- Quan trên: quan chỉ huy cấp trên của chỉ huy quân sự
- Chính quyền: chỉ chính phủ Trung Quốc đương thời, tức Chính phủ Quốc dân
- Ủy viên trưởng: chỉ Tưởng Giới Thạch, người đảm nhiệm vai trò Ủy viên trưởng Ban chấp hành Quân sự của Chính phủ Quốc dân
- Lão Diên: chỉ Diêm Tích Sơn
- Lão Phùng: chỉ Phùng Ngọc Tường
- Trương Đại soái: chỉ Trương Tác Lâm
- Tống Sư trưởng: chỉ Tống Hi Liêm

## Dàn diễn viên
| Diễn viên                 | Vai diễn                  | Giới thiệu | Ghi chú                                                                      |
| Thành viên Trung đoàn 524 | Thành viên Trung đoàn 524 | Thành viên Trung đoàn 524 | Thành viên Trung đoàn 524                                                    |
| ------------------------- | ------------------------- | --- | ---------------------------------------------------------------------------- |
| Hoàng Chí Trung           | Lão Hồ Lô                 | Ban đầu là binh lính thuộc đoàn bảo an Hồ Bắc. Chú của Đoan Ngọ và tiểu Hồ Bắc |                                                                              |
| Âu Hào                    | Đoan Ngọ                  | Ban đầu là binh lính thuộc đoàn bảo an Hồ Bắc. Anh trai của tiểu Hồ Bắc. |                                                                              |
| Trương Tuấn Nhất          | Tiểu Hồ Bắc               | Ban đầu là binh lính thuộc đoàn bảo an Hồ Bắc. Em trai của Đoan Ngọ. |                                                                              |
| Vương Thiên Nguyên        | Dương Quải                | Trong phim được thiết đặt là sĩ quan thuộc Sư đoàn 33 (được biên chế lại từ tàn quân của quân đoàn 3 do Tống Triết Nguyên chỉ huy), ban đầu thuộc Sư đoàn 36 (Sư trưởng là Tống Hi Liêm, trong sự kiện ngày 13 tháng 8 đã đóng ở Ôn Tảo Banh) |                                                                              |
| Khương Vũ                 | Lão Thiết                 | Trong phim tự nhận là một pháo binh |                                                                              |
| Trương Dịch               | Lão bàn tính              | Ban đầu là binh lính thuộc đoàn bảo an Chiết Giang |                                                                              |
| Đỗ Thuần                  | Tạ Tấn Nguyên             | Đoàn trưởng Trung đoàn 524, sĩ quan chỉ huy cuộc phòng thủ tại Tứ Hàng thương khố | Nhân vật có thật                                                             |
| Du Hạo Minh               | Thượng Quan Chí Tiêu      | Đại đội trưởng thuộc Trung đoàn 524 | Nhân vật có thật                                                             |
| Trương Thừa               | Lôi Hùng                  | Đại đội trưởng Đại đội súng máy của Trung đoàn 524 | Nhân vật có thật                                                             |
| Ngụy Thần                 | Chu Thắng Trung           | Tiểu đội trưởng thuộc Trung đoàn 524, người Thiểm Tây | Nhân vật có thật                                                             |
| Trịnh Khải                | Trần Thụ Sinh             | Tiểu đoàn phó thuộc Trung đoàn 524, người đầu tiên đánh bom cảm tử để chống cự "cương thiết trận" của quân đội Nhật Bản | Nhân vật có thật                                                             |
| Lý Thần                   | Tề Gia Minh               | |                                                                              |
| Bạch Ân                   | Dương Dưỡng Tính          | Trung đội trưởng thuộc Trung đoàn 524 | Nhật vật có thật, là người cuối cùng trong "800 tráng sĩ" qua đời (năm 2010) |
| Các nhân vật khác         |                           | |                                                                              |
| Đường Nghệ Hân            | Dương Huệ Mẫn             | Thanh niên thuộc Trung đoàn hướng đạo phục vụ chiến trường Thượng Hải, vượt sống Tô Châu để trao quốc kỳ cho Trung đoàn 524 | Nhân vật có thật                                                             |
| Hầu Dũng                  | Giáo sư đại học           | Người dân sống trong Tô giới Thượng Hải, ủng hộ quân đội Quốc dân |                                                                              |
| Lương Tĩnh                | Vợ Hầu Dũng               | Người dân sống trong Tô giới Thượng Hải, ủng hộ quân đội Quốc dân |                                                                              |
| Lưu Hiểu Khánh            | Dung tỷ                   | Bà chủ sòng bạc tại Tô giới Thượng Hải |                                                                              |
| Lý Cửu Tiêu               | Đao tử                    | Nhân viên của Dung tỷ trong sòng bạc |                                                                              |
| Cao Đông Bình             | Hội trưởng                | Chiêu mộ nghĩa sĩ tại Tô giới kéo dây điện thoại sang bờ sông đối diện |                                                                              |
| Từ Ca Văn                 | EVA                       | Nữ ca sĩ con lai trong hộp đêm ở Tô giới Thượng Hải |                                                                              |
| Mã Tinh Vũ                | Chủ gánh hát              | Đánh trống trận ở Tô giới Thượng hải để tăng tinh thần và ý chí chiến đấu của binh sĩ |                                                                              |
| Tân Bách Thanh            | Phương Hưng Văn           | Phóng viên chiến trường |                                                                              |
| Diêu Thần                 | Hà Hương Ngưng            | Nhà cách mạng Trung Quốc, người tích cực ủng hộ chiến tranh kháng Nhật | Nhân vật có thật                                                             |
| Tào Vệ Vũ                 | Du Hồng Quân              | Thị trưởng Thượng Hải | Nhân vật có thật                                                             |
| Tống Dương                | Trương Bách Đình          | Tham mưu trưởng Sư đoàn 88 | Nhân vật có thật                                                             |
| Huỳnh Hiểu Minh           | Đặc phái viên             | Đặc phái viên do Tưởng Giới Thạch phái đến |                                                                              |

## Sản xuất
Đạo diễn Quản Hỗ đã mất 10 năm để chuẩn bị bộ phim. Bát bách là bộ phim điện ảnh đầu tiên của Trung Quốc và phim thương mại đầu tiên của Châu Á được quay hoàn toàn trên máy quay IMAX. Đội ngũ sản xuất đã phải xây dựng 68 tòa nhà thực sự với diện tích 133.333 mét vuông (1.435.180 foot vuông) ở Tô Châu, tỉnh Giang Tô thuộc Hoa Đông Trung Quốc. Số tiền đầu tư của bộ phim xấp xỉ 550.000.000 Nhân dân tệ (80,000,000 Đô la Mỹ).
Quá trình quay chụp chính thức bắt đầu vào ngày 9 tháng 9 năm 2017 và kết thúc vào ngày 27 tháng 4 năm 2018.

## Nhạc phim
Bài hát chủ đề của bộ phim có tựa đề tiếng Trung là "Sông Tô Châu" (苏州河) và tựa tiếng Anh là "Remembering" được viết bởi Bob Ezrin, Shridhar Solanki, Cheng Zhang và Isabel Yue Yin dựa trên giai điệu của Londonderry Air. Bài hát có cả tiếng Anh và tiếng Quan thoại, được thể hiện bởi Andrea Bocelli và Na Anh.
Tất cả nhạc phẩm được soạn bởi Andrew Kawczynski.
| Nhạc phim chính thức của Bát bách | Nhạc phim chính thức của Bát bách                                     | Nhạc phim chính thức của Bát bách | Nhạc phim chính thức của Bát bách |
| STT                               | Nhan đề                                                               | Tên tiếng Anh                     | Thời lượng                        |
| --------------------------------- | --------------------------------------------------------------------- | --------------------------------- | --------------------------------- |
| 1.                                | "待我成尘时" (Đợi ta biến thành tro bụi)                              | When I Turn To Dust               | 2:47                              |
| 2.                                | "上海陷落" (Thượng Hải thất thủ)                                      | Great City in Ruins               | 2:47                              |
| 3.                                | "第一日" (Ngày thứ 1)                                                 | Day 1                             | 4:50                              |
| 4.                                | "白马" (Bạch mã)                                                      | White Horse                       | 1:49                              |
| 5.                                | "步兵第五旅团" (Bộ binh Lữ đoàn 5)                                    | Imminent Danger                   | 3:09                              |
| 6.                                | "夜袭" (Tập kích ban đêm)                                             | Overstepped Bounderies            | 5:28                              |
| 7.                                | "第二日" (Ngày thứ 2)                                                 | Day 2                             | 4:10                              |
| 8.                                | "真正的英雄" (Anh hùng chân chính)                                    | True Heroes                       | 5:35                              |
| 9.                                | "第三日" (Ngày thứ 3)                                                 | Day 3                             | 4:01                              |
| 10.                               | "三小时大战" (Đại chiến 3 giờ)                                        | True Gold Fears No Fire           | 4:38                              |
| 11.                               | "国人皆如此 倭寇何敢" (Người trong nước đều như thế, giặc Oa nào dám) | A Vision                          | 2:49                              |
| 12.                               | "第四日" (Ngày thứ 4)                                                 | Day 4                             | 4:54                              |
| 13.                               | "战争背后都是政治" (Sau lưng chiến tranh luôn là chính trị)           | Politics of War                   | 3:58                              |
| 14.                               | "举世瞩目" (Cả thế giới đang nhìn chúng ta)                           | The World Is Watching Us          | 3:11                              |
| 15.                               | "黎明黑夜" (Đêm trước bình minh)                                      | Before The Dawn                   | 3:31                              |
| 16.                               | "民族觉醒" (Thức tỉnh dân tộc)                                        | Take Cover                        | 6:47                              |
| 17.                               | "全体冲桥" (Toàn quân qua cầu)                                        | Last Stand                        | 2:34                              |
| 18.                               | "终将见我微笑" (Cuối cùng sẽ thấy tôi mỉm cười)                       | You Will See My Smile             | 2:36                              |
| 19.                               | "苏州河 (bản tiếng Trung)" (Biểu diễn: Na Anh, Andrea Bocelli)        | Remembering (Chinese Version)     | 4:50                              |
| 20.                               | "苏州河 (bản quốc tế)" (Biểu diễn: Na Anh, Andrea Bocelli)            | Remembering (English Version)     | 4:51                              |
| Tổng thời lượng:                  | Tổng thời lượng:                                                      | Tổng thời lượng:                  | 1:19:15                           |

## Ra mắt
Ban đầu bộ phim dự kiến khởi chiếu vào ngày 15 tháng 6 năm 2019 trong thời gian khai mạc danh giá của Liên hoan phim quốc tế Thượng Hải nhưng đã bị lùi lại đến ngày 5 tháng 7 do "sự tham vấn giữa đội ngũ sản xuất và các đơn vị khác". Trước khi rút lui khỏi Liên hoan phim, một nhóm tổ chức phi chính phủ là Hiệp hội Nghiên cứu Văn hóa Đỏ Trung Quốc đã tổ chức một hội nghị học thuật về làm phim để những người tham dự nêu ý kiến về bộ phim. Những người tham gia đã không đồng ý với cách bộ phim miêu tả về Quốc dân Cách mệnh Quân, họ cho rằng bộ phim đã không khắc họa được "sự áp bức giai cấp trong hàng ngũ của quân đội Quốc dân đảng, sự lầm lạc của các sĩ quan và sự áp bức độc ác của nó đối với người dân". Theo một báo cáo được công bố trên nền tảng truyền thông xã hội WeChat, những người tham gia phàn nàn rằng bộ phim tôn vinh quá mức quân đội Quốc dân đảng.
Sau đó, buổi chiếu của bộ phim tại liên hoan phim Thượng Hải đã bị hủy bỏ. Cổ Chương Kha, một nhà làm phim nổi tiếng, đã lên tiếng chỉ trích quyết định này bằng bài đăng cá nhân trên Sina Weibo "không thể làm như vậy với hoạt động kinh doanh làm phim".
Sau ngày 5 tháng 7 năm 2019, bộ phim tiếp tục bị trì hoãn. Sau khi bị đẩy lùi hơn 1 năm vì không qua được khâu kiểm duyệt, vào ngày 2 tháng 8 năm 2020, các nhà sản xuất đã thông báo rằng bộ phim sẽ chính thức ra mắt trên toàn Trung Quốc vào ngày 21 tháng 8 cùng tháng. Phiên bản chiếu rạp chính thức được cho là ngắn hơn bản chiếu tại Liên hoan phim Thượng Hải 13 phút.

## Đón nhận

### Phòng vé
Bản chiếu sớm của bộ phim ra rạp vào thứ sáu ngày 14 tháng 8 và đã thu về được 2,1 triệu đô la. Sau đó, bản chiếu sớm tiếp tục được công chiếu trong hai ngày 17 và 18 tháng 8 và thu về được 7,6 triệu đô la mỗi đêm. Tổng doanh thu của bản chiếu sớm là 16,8 triệu đô la. Sau đó, bộ phim đã kiếm được 40 triệu đô trong ngày đầu tiên ra mắt chính thức. Bộ phim tổng cộng thu về được 116 triệu đô la (803,2 Nhân dân tệ) trong tuần công chiếu (bao gồm bản chiếu sớm), trở thành màn ra mắt lớn nhất năm 2020 tính đến thời điểm bấy giờ. Trong năm 2020, Bát bách trở thành bộ phim đạt doanh thu cao nhất trên một lãnh thổ duy nhất khi thu về 366 triệu đô la ở Trung Quốc. Tổng cộng, bộ phim đã thu về 461,4 triệu đô la Mỹ, trở thành bộ phim có doanh thu cao nhất thế giới trong năm 2020. Đây cũng là lần đầu tiên một bộ phim không phải của Hollywood trở thành bộ phim có doanh thu phòng vé cao nhất năm.

## Giải thưởng
| Lễ trao giải                               | Thời gian           | Hạng mục | Đối tượng đề cử                                                                                                  | Kết quả   | Nguồn  |
| ------------------------------------------ | ------------------- | --- | --- | --------- | ------ |
| Giải thưởng của Hiệp hội Hiệu ứng Hình ảnh | 6 tháng 4 năm 2021  | Outstanding Created Environment in a Photoreal Feature                                                                                    | Sefano Cieri, Aaron Auty, Simon Carlile, Patrick Zentis (cho Thượng Hải thất thủ 1937)                           | Đề cử     | [ 32 ] |
| Giải thưởng của Hiệp hội Hiệu ứng Hình ảnh | 6 tháng 4 năm 2021  | Outstanding Created Environment in a Photoreal Feature                                                                                    | Jamie Macdougall, Mark Honer, David Pekarek (cho Bối cảnh kho hàng Thượng Hải)                                   | Đề cử     | [ 32 ] |
| Golden Reel Award                          | 16 tháng 4 năm 2021 | Golden Reel Award for Outstanding Achievement in Sound Editing – Sound Effects, Foley, Dialogue and ADR for Foreign Language Feature Film | Ranganath Ravee, Sreejith Sreenivasan, Boney M. Joy, Arun Rama Varma, Amandeep Singh và Mohammad Iqbal Paratwada | Đoạt giải | [ 33 ] |